# Tondano (distriktshuvudort i Indonesien)
Tondano är en distriktshuvudort i Indonesien.   Den ligger i provinsen Sulawesi Utara, i den nordöstra delen av landet, 2 200 km öster om huvudstaden Jakarta. Tondano ligger 693 meter över havet och antalet invånare är 33 317.
Terrängen runt Tondano är huvudsakligen kuperad, men den allra närmaste omgivningen är platt. Runt Tondano är det tätbefolkat, med 297 invånare per kvadratkilometer. Tondano är det största samhället i trakten. I omgivningarna runt Tondano växer i huvudsak städsegrön lövskog.